# Sun Belt

Das Gebiet des Sun Belt

Sun Belt (deutsch „Sonnengürtel“) ist die Bezeichnung des Gebietes südlich des 37. Breitengrades der Vereinigten Staaten von Amerika. Diese Region hat sich in den letzten Jahren ebenso zur Zukunftsregion der US-amerikanischen Wirtschaft entwickelt, wie sie einen starken Bevölkerungszuwachs verzeichnet. Ihren Namen verdankt sie dem vorherrschenden Klima. Der Begriff Sun Belt steht auch klimatisch und wirtschaftlich als Gegensatz zum Rust Belt (= Rostgürtel, früher Manufacturing Belt) bzw. Snow Belt (= Schneegürtel).

## Geographie
Zum Sun Belt gehören beispielsweise Silicon Valley in Kalifornien, die klassischen Südstaaten, Florida sowie das Gebiet südlich der Appalachen und die Erdölindustrie in Texas. Korrekt müsste man eher von sun spots sprechen, da eine flächendeckende Entwicklung, wie sie durch die gegebene Karte bzw. den Begriff suggeriert wird, so nicht stattfindet. Die Entwicklung konzentriert sich vielmehr auf einige Regionen.
Zum Sun Belt gehören Arizona, New Mexico, Texas, Oklahoma, Arkansas, Louisiana, Mississippi, Tennessee, Alabama, Florida, Georgia, South und North Carolina und die südlichen Teile von Nevada und Kalifornien.

## Wirtschaft
Die Wirtschaft im Sun Belt wird von sechs Säulen getragen: Hochtechnologie (Elektronik, Weltraumtechnik), Lebensmittelindustrie, Rüstungsindustrie (Waffenherstellung), Petrochemie (Öl) sowie vom Immobilienmarkt und der Unterhaltungsindustrie.

## Sunbelt in Europa

### Verlauf
In Anlehnung an den US-amerikanischen Sunbelt wird in Europa der Bereich der Mittelmeerküste Süd- und Ostspaniens mit dem Beginn bei Gibraltar über das südliche Frankreich hin zu den italienischen Alpen bis zur norditalienischen Adriaküste als Sunbelt bezeichnet. Diese Achse ist jünger als die sogenannte europäische „Blaue Banane“ und ist erst in punktuellen Ansätzen ausgebildet. 

### Merkmale
Den europäischen Sunbelt kennzeichnet ein Anwachsen von Technologiezentren der Hochtechnologie und eine gute Verkehrsanbindung an die „Blaue Banane“. Die Regionen gehören mit ihren Metropolen Barcelona, Marseille und Genua zu den wirtschaftlich stärksten ihrer Länder. Sie haben gute Anschlüsse an die Wirtschaftszentren Turin, Mailand und Lyon im Hinterland.
Das Gebiet weist vor allem viele wirtschaftlich starke Unternehmen auf, es hat außerdem einen besonders hohen Stellenwert in der Tourismusbranche. Es wurde auch festgestellt, dass es in diesem Gebiet besonders viele Alters- und Zweitwohnsitze gibt. Diese sind für den Entwicklungsraum ebenfalls von besonderer Wichtigkeit im Hinblick auf die Wirtschaft. 
Vor allem das Klima macht das Gebiet für viele nochmal attraktiver sowohl im Hinblick auf den Tourismus, als auch im Bezug auf das Auswandern. Dort zu leben, wo andere Urlaub machen, reizt viele Europäer.

## Sunbelt global
Das Gebiet zwischen dem 20. und 40. Breitengrad auf der Nord- und Südhalbkugel, in dem sich zu großen Teilen Wüsten befinden, wird wegen seiner hohen Sonnenscheindauer und -intensität als idealer Standort für Solaranlagen auch Sonnengürtel genannt.